# Кузьменко (село)
Кузьменко (укр. Кузьменка) — село, относится к Раздельнянскому району Одесской области Украины.
Население по переписи 2001 года составляло 197 человек. Почтовый индекс — 67460. Телефонный код — 4853. Занимает площадь 0,458 км². Код КОАТУУ — 5123980505.

## Местный совет
67461, Одесская обл., Раздельнянский р-н, с. Буциновка